# Lasiorhynchus barbicornis
Lasiorhynchus barbicornis is een snuitkever uit de familie spitsmuisjes (Brentidae). De kever komt voor in delen van Nieuw-Zeeland. De Māori-naam voor deze soort, tuwhaipapa, is afgeleid van de Māori-god van de kano's. 
De kevers vertonen een sterke seksuele dimorfie: mannetjes hebben een zeer lange verlenging van de kop met antennes aan het uiteinden; vrouwtjes hebben een veel kortere 'snuit' met de antennes halverwege. L. barbicornis is de langste keversoort die op Nieuw-Zeeland voorkomt: mannetjes kunnen 85 millimeter lang worden; vrouwtjes bereiken een lichaamslengte tot ongeveer 45 mm.